# Glaskikkers
Glaskikkers (Centrolenidae) zijn een familie van kikkers (Anura). Het is een relatief kleine familie die vertegenwoordigd wordt door ongeveer 150 soorten. De groep is verdeeld in twee onderfamilies en twaalf geslachten.
Glaskikkers komen voor in delen van Midden- en Zuid-Amerika en leven in warme, vochtige bossen, veel soorten leven in hoger gelegen bergbossen. De meeste soorten blijven erg klein en bereiken zelden een lengte van meer dan drie centimeter, veel soorten zijn groen. De Nederlandse naam is te danken aan de transparante huid aan de buikzijde zodat de organen zichtbaar zijn.
Alle soorten leven net als boomkikkers op enige hoogte in struiken en bomen. De glaskikkers plakken hun eieren vaak vast onder een blad dat boven het water hangt. Van een aantal soorten is een vorm van broedzorg bekend. Als de eieren uitkomen, vallen de larven in het water waar ze zich verder ontwikkelen.

## Verspreiding en habitat
Glaskikkers komen voor in delen van Midden- en Zuid-Amerika, van zuidelijk Mexico in het noorden tot zuidelijk Brazilië en delen van Paraguay in het zuiden.
De verschillende soorten komen voor in de landen Argentinië, Brazilië, Colombia, Costa Rica, Ecuador, El Salvador, Frans-Guyana, Guatemala, Guyana, Honduras, Mexico, Nicaragua, Panama, Paraguay, Peru, Suriname, Uruguay en Venezuela.
Een meer gebiedsmatige beschrijving van het leefgebied omvat de tropische delen van Midden-Amerika en de Andes, het kustgebergte Sierra Nevada de Santa Marta in het noorden van Colombia, het Hoogland van Guyana, het Venezolaanse kustgebergte Cordillera de la Costa, het Amazonebekken en de Atlantische bossen in Brazilië.

### Habitat
Glaskikkers leven vaak in beboste bergstreken op enige hoogte, het zijn typische bewoners van bomen en struiken en betreden het water zelden, zelfs niet om de eieren af te zetten zoals veel andere kikkers doen. Veel soorten leven langs open water en met name stromend water, zoals snelstromende beken of watervallen. De kikkers zijn echter niet aan water gebonden en zowel het zoeken naar voedsel, de paring als de afzet van de eieren vindt plaats op bladeren in bomen en struiken. Alleen de larven ontwikkelen zich in het water, maar zodra ze hun staart hebben verloren wordt het land betreden en keren ze niet meer terug.
Veel soorten glaskikkers zijn gevonden in een relatief klein gebied zodat ze worden beschouwd als kwetsbaar. Over andere glaskikkers is zo weinig bekend dat biologen niet kunnen inschatten of een soort algemeen voorkomt of juist zeldzaam is. Het vernietigen van de habitat doet veel soorten geen goed en een aantal soorten is hierdoor zelfs sterk bedreigd. Van de soort Cochranella puyoensis, die alleen bekend is van een bos in Ecuador is de status ongewis aangezien het bos in 1996 werd gekapt.

## Uiterlijke kenmerken

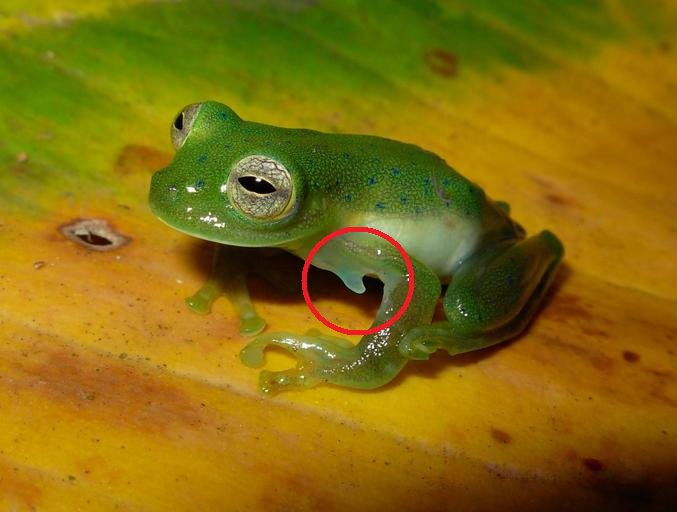
Mannetje Centrolene prosoblepon met armstekel

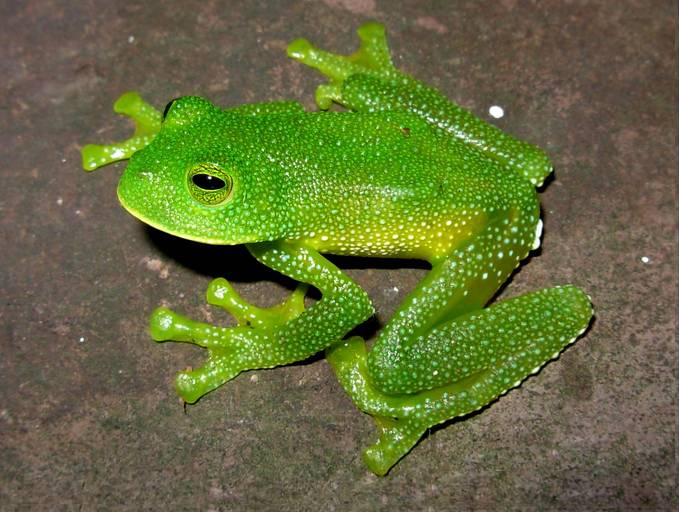
Centrolene paezorum met witte wratjes en verbrede vingers en tenen

Glaskikkers zijn in tegenstelling tot veel andere kikkers een vrij uniforme groep; alle soorten zien er ongeveer hetzelfde uit.
Glaskikkers zijn met name te herkennen aan hun kleine lichaam, vrijwel alle soorten bereiken een totale lichaamslengte van ongeveer twee tot drie centimeter. Slechts enkele soorten worden groter en kunnen tot vijf of soms tot bijna acht centimeter lang worden, een voorbeeld is de gekkoglaskikker (Centrolene geckoideum) uit Colombia en Ecuador.

### Kop
De lichaamsvorm wijkt af van die van andere kikkers, glaskikkers hebben een zeer plat lichaam, een relatief brede, platte en korte kop met kleine ogen. De ogen zijn in vergelijking met andere kikkers relatief ver aan de bovenzijde van de kop gepositioneerd. De iris is opvallend omdat deze vaak zilverkleurig tot goudkleurig is. Glaskikkers hebben een horizontale pupil, 's nachts is deze vernauwd en overdag is de pupil bijna rond.

### Lichaam
Glaskikkers danken hun naam aan de enigszins transparante huid aan de buikzijde waardoor bij veel soorten de inwendige organen zichtbaar zijn. Ze worden soms wel spookkikkers genoemd door de half doorzichtige verschijning, maar dat is eigenlijk de naam voor de familie Heleophrynidae. Vaak zijn structuren als de botten, spieren en darmen duidelijk als zodanig te herkennen. Bij sommige soorten is zelfs het pompende hart zichtbaar, maar bij veel soorten wordt het hart in ieder geval deels aan het oog onttrokken door een wit vlies dat dient ter bescherming.
De bovenzijde van het lichaam is vrijwel altijd groen, slechts sommige soorten hebben een meer bruine tot gele kleur. Wel komen bij veel soorten vlekjes voor maar er is lang niet zoveel variatie als bij de boomkikkers of de schuimnestboomkikkers. De bovenzijde van het lichaam is veel minder transparant dan de onderzijde, soms zijn echter ook door de rug organen zichtbaar. Zwangere vrouwtjes zijn altijd gemakkelijk als zodanig te herkennen aan de eitjes die door de huid heen zichtbaar zijn.
De camouflage van de kikkers is goed ontwikkeld, zo zijn zelfs de botten van sommige soorten groen. Dit komt doordat galzouten in de botten worden opgeslagen en als kleurstof worden gebruikt. Ook is ontdekt dat bepaalde pigmenten in de huid dezelfde golflengte infraroodstraling weerkaatsen als planten. Waarschijnlijk is ook dat een aanpassing om minder op te vallen en te ontsnappen aan vijanden.

### Poten
De ledematen zijn relatief lang en dun, de poten zijn voorzien van zwemvliezen. De vingers en tenen zijn aan het uiteinde duidelijk verbreed aan de bovenzijde en dragen hechtschijven aan de onderzijde. De hechtschijven bestaan net als bij andere kikkers uit een zuignapachtig schijfje waarmee de kikker zich goed kan hechten aan allerlei oppervlakken zoals gladde bladeren. De zwemvliezen dienen eenzelfde doel, ze vergroten het voetoppervlak wat de hechting aan het substraat bevordert. Een verschil tussen de glaskikkers en alle andere kikkers is het uit één deel bestaande voetwortelbotje, dat bij andere kikkers uit twee botjes bestaat.
Glaskikkers hebben een verbeende en haakvormige structuur aan de poten, althans bij een aantal soorten. Deze structuur komt niet bij alle soorten voor en bij de soorten die wel in het bezit van de haak zijn, is deze het best ontwikkeld bij de mannetjes. Bij de vrouwtjes is de haak alleen inwendig en in aanleg aanwezig of zelfs volledig afwezig. Bij soorten die behoren tot het geslacht Centrolene en Centrolenella hebben mannetjes een verhoornde haak aan de bovenarm, die de huid doorboort en in een groef in de onderarm past. Bij soorten uit het geslacht stekelduimkikkers (Teratohyla) is een verbeende doorn aanwezig aan de binnenzijde van de voorpoot. Deze stekel is gelegen op de gedegenereerde duim. De functie van de doorns is het verjagen van andere mannetjes door ze te steken, dergelijke aanpassingen komen wel bij meer kikkers voor. Voorbeelden zijn de boomkikkers uit het geslacht Hypsiboas, die eveneens stekels aan de poten hebben en de soort Adelotus brevis, die slagtandachtige stekels in de bek draagt.

## Voortplanting en ontwikkeling

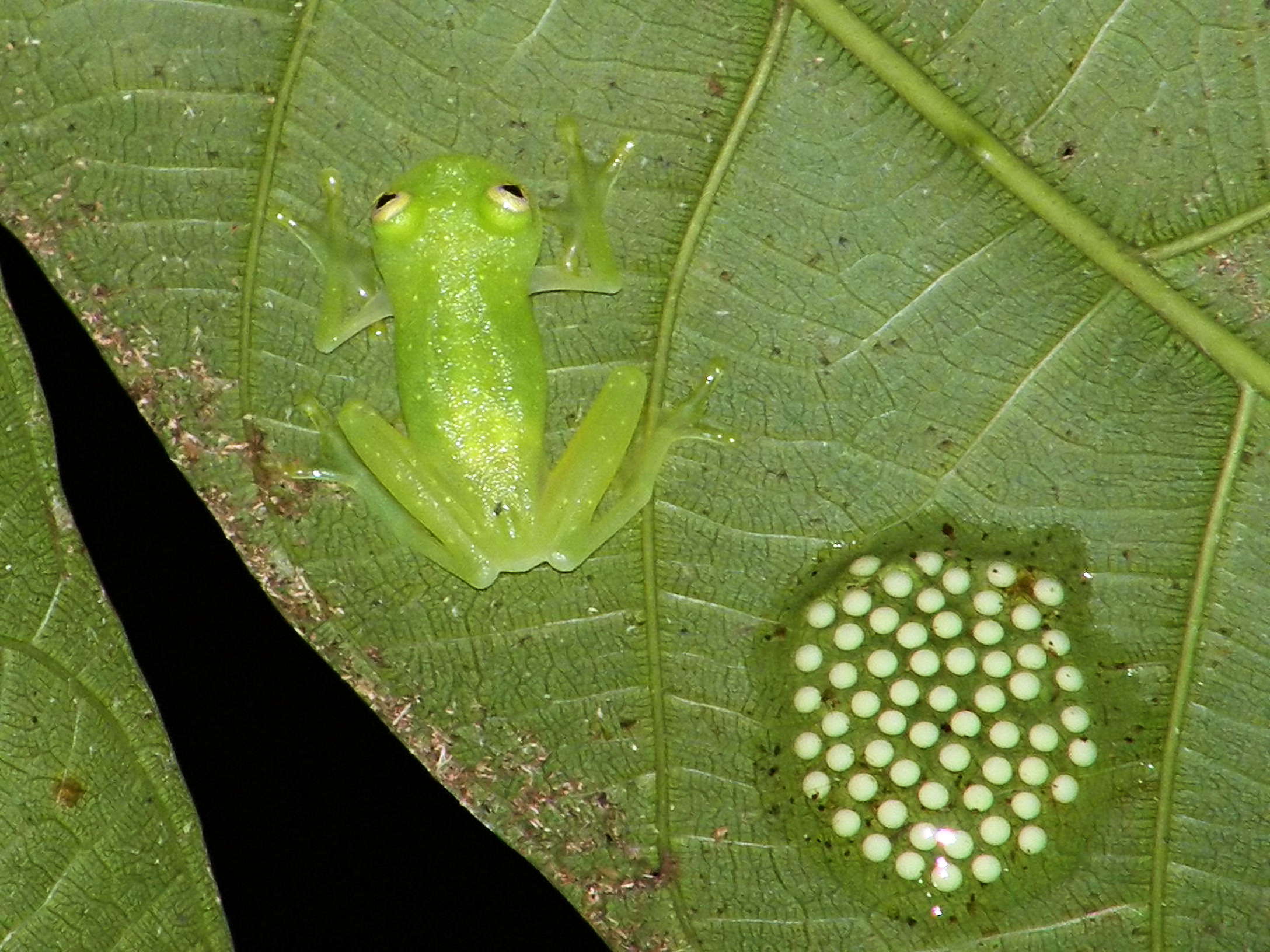
Een mannetje van de soort Hyalinobatrachium colymbiphyllum bewaakt een onder een blad geplaatste eiermassa op een hoogte van drie meter boven het water.

De mannetjes lokken de vrouwtjes met hoge, piepachtige fluitgeluidjes, die zeer luid kunnen zijn. De lokroep van een aantal soorten is wel omschreven als een zacht gemiauw.
Van de meeste glaskikkers is het uiterlijk en de geografische locatie gekend, maar van veel soorten is de levenswijze nog een groot mysterie. Van een aantal soorten is bekend dat de eieren aan de onderzijde van een blad worden geplakt. Glaskikkers maken, althans voor zover bekend, geen schuimnest zoals de schuimnestboomkikkers (Rhacophoridae) doen, maar zetten een schijfvormige, gelatineuze eiermassa af op een blad. De eieren worden meestal aan de onderzijde van boven het water hangende bladeren bevestigt en als de kikkervisjes uitkomen vallen ze in het water. Hierin doorlopen ze het laatste stadium van de metamorfose. Hierdoor hebben ze een kleinere kans om als ei te worden opgegeten of geïnfecteerd door schimmels. Helemaal vrij van vijanden zijn de eitjes niet; van verschillende wespen is beschreven dat ze de eieren van kikkers eten, waaronder die van glaskikkers.
Van een aantal soorten is een verregaande vorm van broedzorg bekend waarbij de mannetjes vlak bij de eiermassa blijven en deze bewaken tot ze uitkomen. Ze verdedigen de eieren niet alleen tegen vijanden, maar houden ze daarnaast vochtig door regelmatig hun urineblaas over de eieren te ledigen. Er is ook beschreven dat ze beschadigde of aangetaste eitjes opeten om zo de rest van het legsel te beschermen.
Over de ontwikkeling van de larven is weinig bekend. Als ze bijna zijn gemetamorfoseerd hebben ze al de half doorzichtige lichaamskleur en een platte, brede kop waardoor ze al enigszins op een volwassen kikker lijken. Pas als de staart volledig is afgebroken is de metamorfose voltooid en gaat de jonge kikker op zoek naar voedsel.

Afbeeldingen:Voortplanting
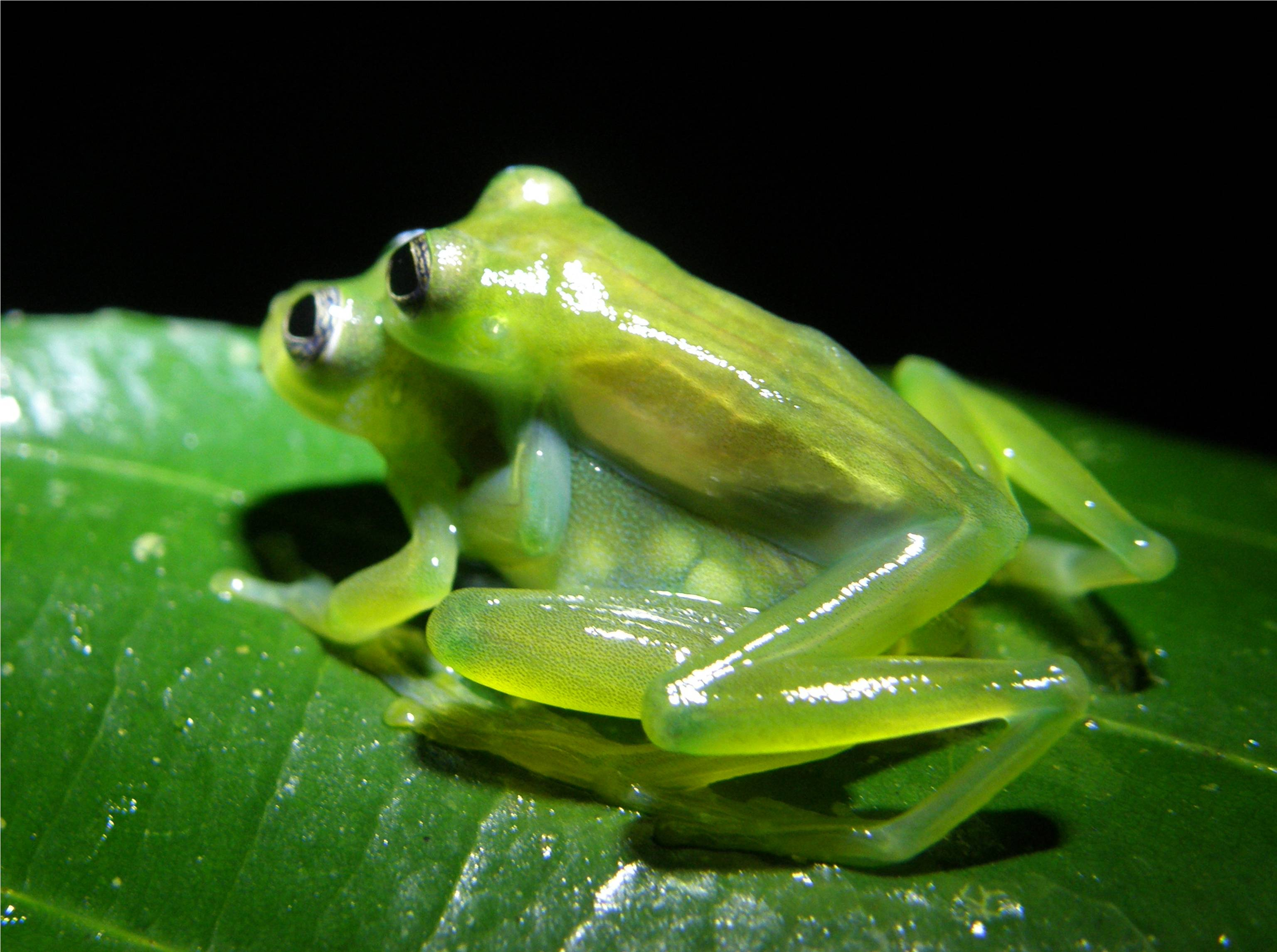
Paring van Cochranella spinosa
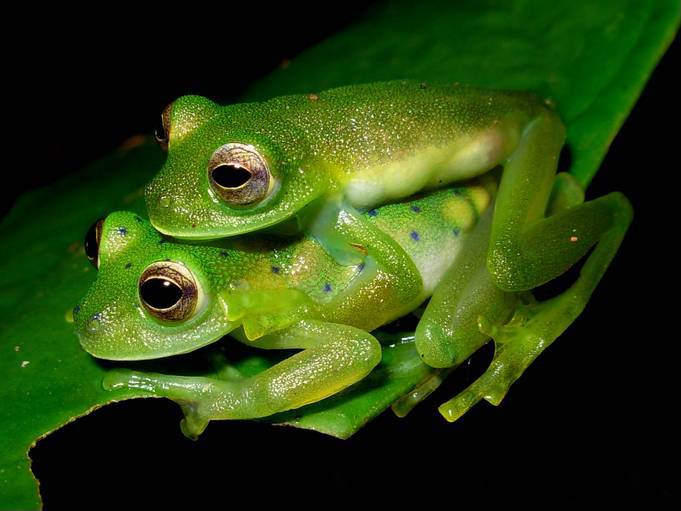
Paring van Centrolene prosoblepon
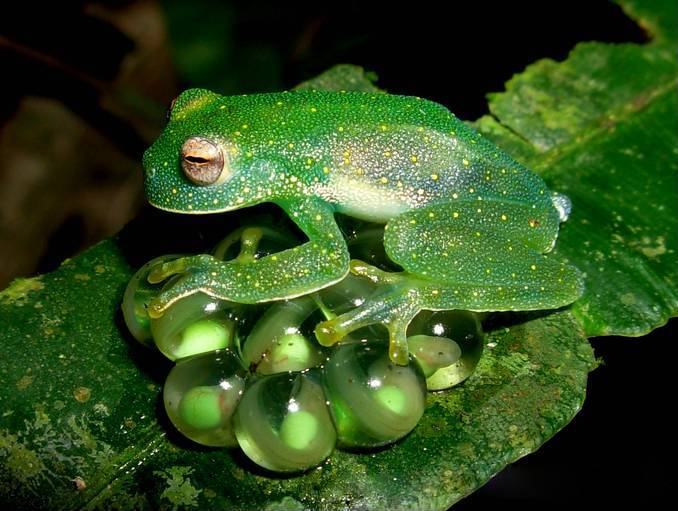
Cochranella savagei met eieren
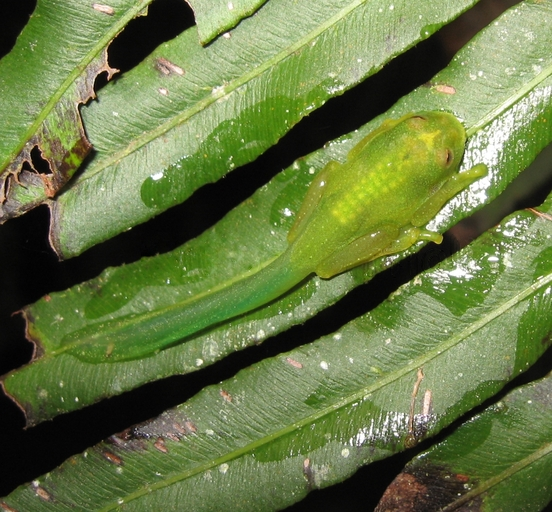
Bijna volgroeide larve van Vitreorana eurygnatha

## Naamgeving en taxonomie

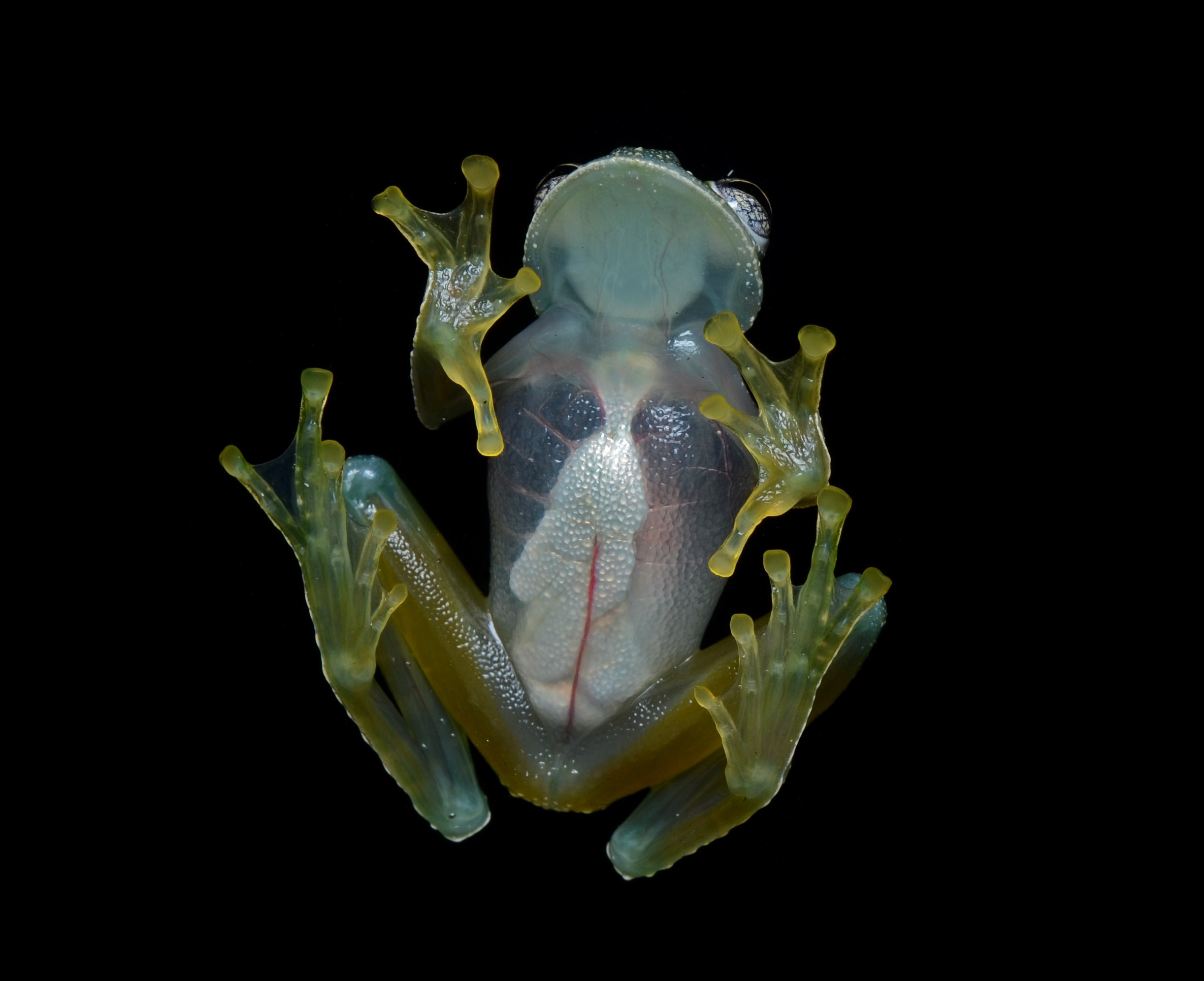
Buikzijde van Cochranella pulverata met zichtbare organen

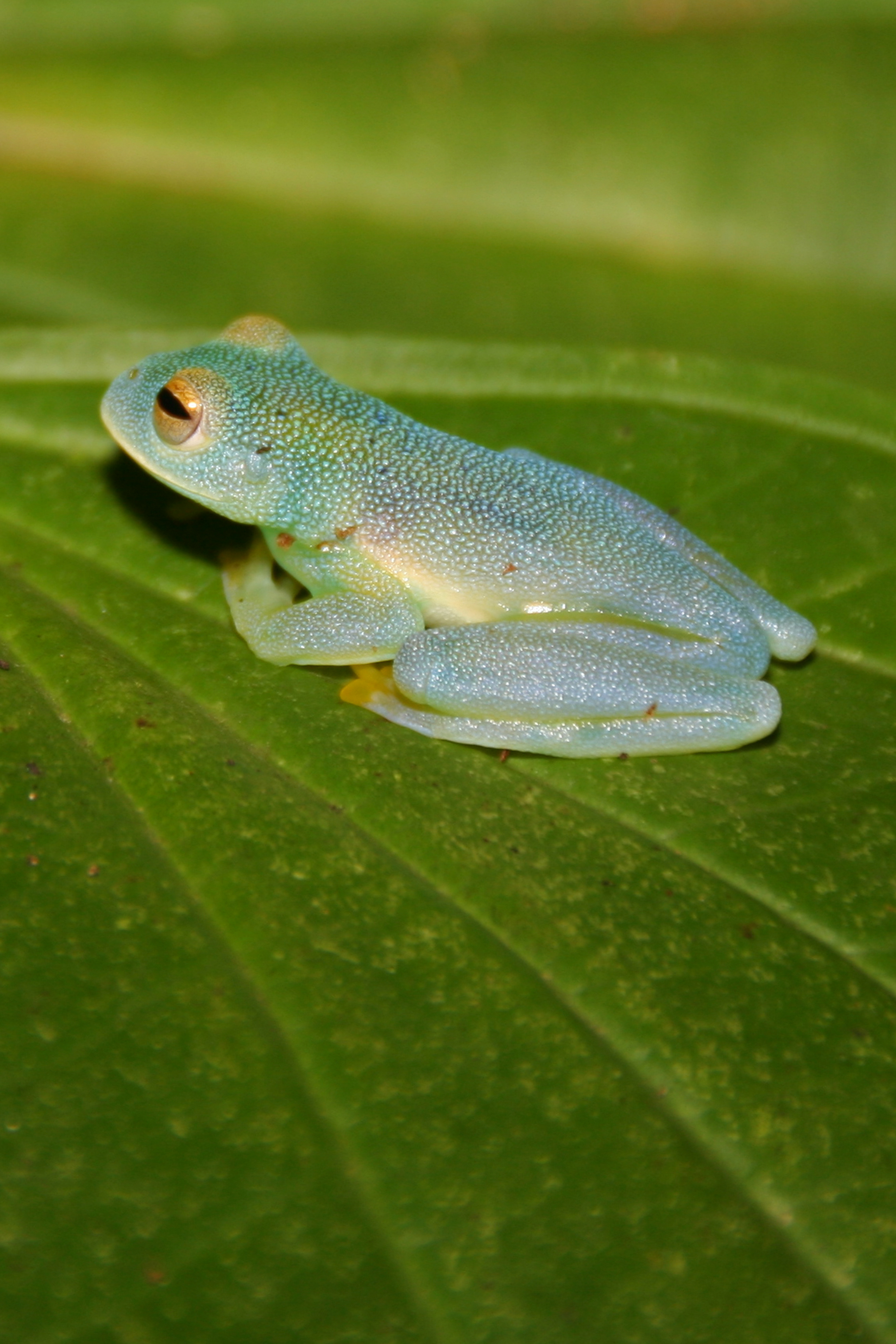
Cochranella granulosa in Manuel Antonio

De naam glaskikkers werd door de Duitse bioloog Robert Mertens gegeven voor de groep in de Duitse taal; Glasfrösche. In veel talen is de naam overgenomen, zoals de Nederlandse naam, het Engelse glass frog en het Zweedse glasrodor. De naam werd gegeven vanwege de relatief transparante buikzijde van veel soorten, als de kikker met de buik tegen een glazen plaat zit is onder andere het hart te zien.
Glaskikkers werden lange tijd tot de boomkikkers (Hylidae) gerekend waarmee ze veel kenmerken gemeenschappelijk hebben. Tegenwoordig wordt de groep als een aparte familie beschouwd. Net als andere families van kikkers is de indeling van de glaskikkers aan verandering onderhevig als gevolg van een constante aanvoer van nieuwe inzichten. Vrijwel jaarlijks worden er nieuwe soorten ontdekt, in 2009 bijvoorbeeld werd de soort Hyalinobatrachium carlesvilai uit Bolivia en Peru als een nieuwe soort beschreven.
Lange tijd werden er slechts enige tientallen soorten en drie of vier geslachten erkend. In 2009 werd de indeling op de schop genomen en werden zeven nieuwe geslachten erkend. Tegenwoordig zijn er 151 verschillende soorten in twee onderfamilies.
Niet alleen de soorten en geslachten maar zelfs de onderverdeling in onderfamilies is veranderd, tot recentelijk werd de onderfamilie Allophrynidae tot de glaskikkers gerekend (Allophryninae), deze groep wordt tegenwoordig gezien als een aparte familie.

### Lijst van geslachten
Onderstaand is een lijst van geslachten weergegeven, op basis van Amphibian Species of the World:

Familie Centrolenidae
- Niet ingedeeld bij een onderfamilie:
  - Geslacht Ikakogi
- Onderfamilie Centroleninae
  - Geslacht Centrolene
  - Geslacht Chimerella
  - Geslacht Cochranella
  - Geslacht Espadarana
  - Geslacht Nymphargus
  - Geslacht Rulyrana
  - Geslacht Sachatamia
  - Geslacht Teratohyla
  - Geslacht Vitreorana
- Onderfamilie Hyalinobatrachinae
  - Geslacht Celsiella
  - Geslacht Hyalinobatrachium